# Пазич Майя Павлівна
Ма́йя Па́влівна Па́зич (до шлюбу Вовк; нар. 22 травня 1938, Розаліївка — пом. 1 липня 2020, м. Київ, Україна) — радянська та українська акторка. Заслужена артистка України (1994). Народна артистка України (2011). Нагороджена орденом княгині Ольги ІІІ ступеня (2009), ІІ ступеня (2013), І ступеня (2017).

## Життєпис

Могила Майї Пазич та її чоловіка, Байкове кладовище

Закінчила Київський інститут театрального мистецтва ім. І. Карпенка-Карого (1959; педагоги н. а. України Костянтин Степанков, н. а. України Петро Сергієнко).
У 1959 році працювала в Одеському театрі юного глядача, після чого у 1960—2020 роках — акторка Київського театру юного глядача на Липках.
Чоловік — Василь Пазич, заслужений артист України, соліст Театру опери та балету ім. Тараса Шевченка (помер 1997 р.). Донька — Калініна Наталія Василівна.
Померла на 83-му році життя 1 липня 2020 року в Києві. Похована в колумбарії Байкового кладовища разом з чоловіком (50°25′4.10″ пн. ш. 30°30′13.70″ сх. д. / 50.4178056° пн. ш. 30.5038056° сх. д.).

## Ролі в театрі
Одеський театр юного глядача
Київський академічний театр юного глядача на Липках
- Параска — «Сто тисяч» І. Карпенка-Карого,1963, реж. М. Мерзлікін;
- Уляна Громова — «Молода гвардія» О. Фадєєва,1964, реж. О. Барсегян;
- Няня — «Червоненька квіточка» Л. Браусевича, І. Карнаухова, 1976, реж. М. Єдлінський;
- Пузикова — «Барабанщиця» О. Салинського,1977, реж. М. Мерзлікін;
- Цариця — «Царівна-жаба» К. Мешкова, 1986, реж. М. Карасьов;
- Шура — «Фатальна помилка» М. Рощина, 1987, реж. В. Гирич;
- Тітка Роза — «Вино з кульбабок» за Р. Бредбері, 1990, реж. А. Фурманчук;
- Мачуха — «Кришталевий черевичок» Т. Габбе, 1992, реж. О. Балабан;
- Марселіна — «Шалений день» П.-О. Бомарше, 1995, реж. В. Гирич;
- Берта — «Гедда Габлер» Г. Ібсена, 1996, реж. К. Дубінін;
- Годувальниця — Джульєтти «Ромео і Джульєтта» В. Шекспіра, 2002, реж. В. Гирич;
- Мати Лукашева — «Лісова пісня» Лесі Українки, 2005, реж. В. Гирич;
- Баба — «Ярмарковий гармидер» Я. та І. Златопольські, 2005, реж. В. Гирич;
- Місіс Тарбел — «Поліанна» Е. Портер, 2007, реж В. Гирич;
- Софія — «Безталанна» І. Карпенка-Карого, 2009, реж. К. Дубінін;
- Сирена — «Сирена та Вікторія» О. Галіна, 2013, реж. В. Гирич;
- Галчиха — «Без вини винні» О. Островського, 2016, реж. В. Гирич.

## Фільмографія
- 2005 — Королева бензоколонки 2 — Гадалка
- 2010 — 1942 — Баба Віра
- 2011 — Повернення Мухтара-7 (24 серія) — Мальцева[10]